# Вымнянка
Вымня́нка (бел. Вымня́нка, Вымніца) — река в Белоруссии, в Витебском и Лиозненском районах Витебской области. Левый приток Каспли. Длина 38 км. Водосбор 357 км². Среднегодовой расход воды в устье 1,4 м³/с. Средний наклон водной поверхности 1,7 м/км.
Река вытекает из небольшого безымянного озера около деревни Ранино в 20 км к юго-востоку от центра Витебска. Почти всё течение проходит по Витебскому району, в верховьях река некоторое время образует его границу с Лиозненским районом. Генеральное направление течения — северо-восток.
Течёт в пределах Витебской возвышенности и южной окраины Суражской низменности, в среднем течении протекает через озеро Вымно, протокой соединено с озером Яновичское. Долина до деревни Пивовары трапециевидная, шириной 300—500 м. Пойма прерывистая, шириной до 500 м. Русло извилистое, шириной 6-10 м. Берега реки крутые, местами обрывистые, высотой до 1 м.
Основные притоки: Зайбушка, Каменка (левые), Половец (правый).
Крупнейший населённый пункт на реке — городской посёлок Яновичи. Помимо него река протекает деревни Макулки, Малыжено, Котово, Острейково, Тадулино, Рыбаки, Вымно, Слобода, Пивовары, Казимирово, Глазамичи, Пукшино, Лозоватки.
Впадает в Касплю напротив деревни Праники.